# Myrmophilellus meneliki
Myrmophilellus meneliki  (лат.) — вид мелких муравьиных сверчков (Myrmecophilidae, отряд Прямокрылые насекомые). Восточная Африка: Эфиопия. Обнаружены в ассоциации с муравьями Acantholepis capensis canescens (Lepisiota) и Camponotus rufoclaucus (Camponotus). Длина самок 2,5—4,2 мм, самцов — 3—3,5 мм. Усики состоят из 65—80 члеников
.